# آلیتسیا کلاسیک
آلیتسیا کلاسیک (لهستانی: Alicja Klasik؛ زادهٔ ۱۴ فوریهٔ ۲۰۰۴) شمشیرباز زن اهل لهستان است.